# Ivana Bulatović
Ivana Bulatović (* 12. Oktober 1994 in Berane, Bundesrepublik Jugoslawien) ist eine montenegrinische Skirennläuferin.

## Biografie
Ivana Bulatović nahm als Jugendliche am Europäischen Olympischen Winter-Jugendfestival 2011 in Liberec teil. 2013 nahm sie erstmals an Weltmeisterschaft teil. Bei den Olympischen Winterspielen 2014 in Sotschi nahm sie als erste Wintersportathletin, die für Montenegro startete, teil. Im Slalomrennen belegte sie den 44. Rang. 2015 und 2017 nahm sie erneut an Alpinen Skiweltmeisterschaften teil.